# 장샤를 발라동
장샤를 발랑탱 발라동(프랑스어: Jean-Charles Valentin Valladont, 1989년 3월 20일~)은 프랑스의 양궁 선수이다. 2016년, 2020년, 2024년 하계 올림픽에 프랑스 국가대표로 참가했으며 2016년 올림픽 남자 개인전 은메달과 2024년 올림픽 남자 단체전 은메달을 획득했다. 또한 세계 양궁 선수권 대회 단체전 은메달(2017)과 동메달(2013)을 획득했다.